# 그물자리
그물자리(Reticulum [rɨˈtɪkjələm])는 남반구 하늘의 작은 별자리의 하나이다. 이 별자리는 니콜라 루이 드 라카유(Nicolas Louis de Lacaille)가 별의 위치를 측정할 때에 쓰이는 과학 기구를 기념한 것이다. 18세기에 도입되었으며, 관련된 전설은 없다.
이 별자리는 대한민국에서는 볼 수 없다.

## 별과 천체
- 그물자리 엡실론은 행성을 거느리고 있다.
- 그물자리 제타는 태양과 유사한 한 쌍의 별이다. 이들은 외계 문명의 고향으로 주장되어 UFO학계에서 명성을 얻었다.
- NGC1313: 막대나선은하. 시계자리, 물뱀자리의 경계 부근에 있다.
- NGC1543: 타원은하. ε성 부근에 있다.
- NGC1559: 나선은하. α성 부근에 있다.
- NGC1574: 타원은하. α성 부근에 있다.

## 신화와 역사

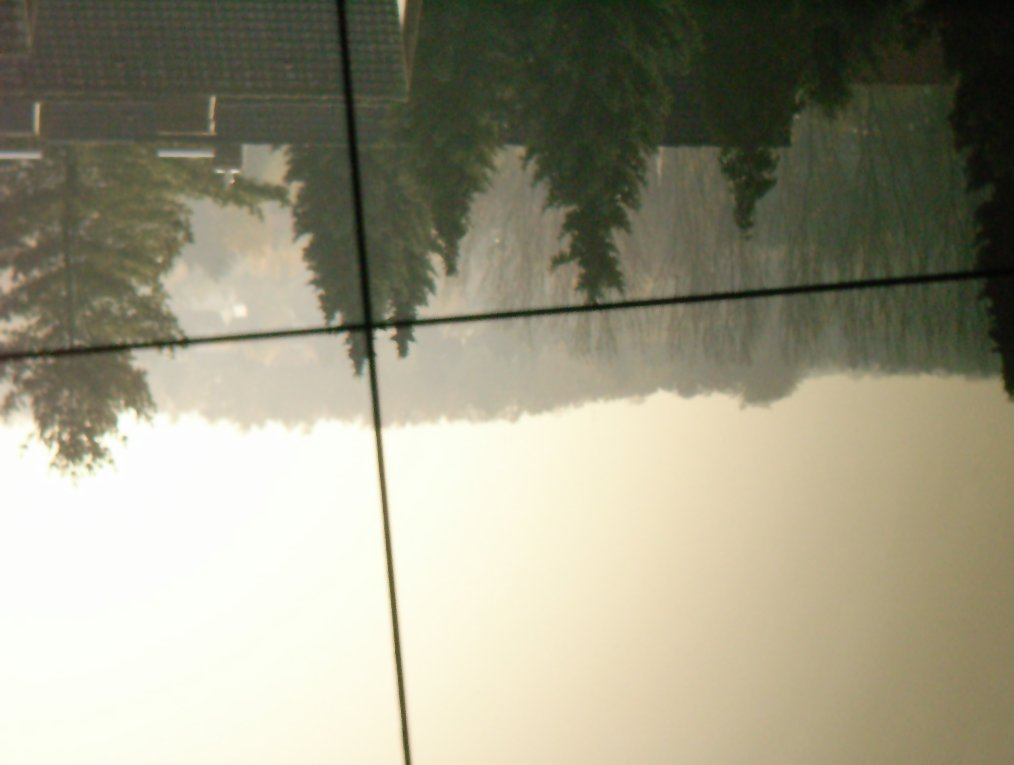
파인더의 시야

별자리가 이름붙여질 때에는 'Le Reticule Romoide'였으나, 라틴어화되어 'Reticulum Rhomboidalis'로 되었고, 이것이 생략되어 현재의 명칭이 되었다. 원래의 뜻은 '그물'의 의미였으나, 라카유가 이를 천체망원경에 사용하여, 시야의 위치를 나타내는 십자 형태(조준기)의 의미로서 이름붙였다.